# Zmory
Zmory (en polonès Malsons) és una pel·lícula polonesa del 1978 dirigida per Wojciech Marczewski amb un guió basat en la novel·la homònima d'Emil Zegadłowicz.

## Sinopsi
Mikołaj Srebrny, anomenat Mik pels seus parents, viu amb el seu pare, un professor jubilat, a la casa pairal de Poręba Murowana. La mare, la jove i bella Zofia que pateix, viu separada. Quan Mik és admès a una escola secundària, viu amb el seu oncle comandant i és testimoni de les bromes de borratxera del seu oncle diàriament. A l'escola, el noi no s'hi sent bé. Els professors sàdics maltracten els nens físicament i mentalment. sobretot a Mik, sensible i autodidacta.

## Repartiment
- Piotr Łysak (Mikołaj Srebrny)
- Tomasz Hudziec (Mikołaj Srebrny de petit)
- Bronisław Pawlik (pare)
- Teresa Marczewska (mare)
- Hanna Skarżanka (àvia)
- Maria Chwalibóg (tia)
- Janusz Michałowski (oncle)

## Recepció
Fou exhibida com a part de la selecció oficial al Festival Internacional de Cinema de Sant Sebastià 1979.